# Wahlenbergia albens
Wahlenbergia albens är en klockväxtart som först beskrevs av Spreng. och A.Dc., och fick sitt nu gällande namn av Thomas G. Lammers. Wahlenbergia albens ingår i släktet Wahlenbergia och familjen klockväxter. Inga underarter finns listade i Catalogue of Life.